# امرحال (اونان)
امرحال هو دُوَّار يقع بجماعة إيونان، إقليم شفشاون، جهة طنجة تطوان الحسيمة في المملكة المغربية. ينتمي الدوّار لمشيخة اونان التي تضم 7 دواوير. يقدر عدد سكانه بـ 553 نسمة حسب الإحصاء الرسمي للسكان والسكنى لسنة 2004.

## روابط خارجية
- البوابة الوطنية للجماعات الترابية
- المندوبية السامية للتخطيط